# Myristica guillauminiana
Myristica guillauminiana är en tvåhjärtbladig växtart som beskrevs av A. C. Smith. Myristica guillauminiana ingår i släktet Myristica och familjen Myristicaceae. Inga underarter finns listade i Catalogue of Life.